# Heiltz-le-Hutier
Heiltz-le-Hutier település Franciaországban, Marne megyében. Lakosainak száma 235 fő (2022. január 1.). Heiltz-le-Hutier Perthes, Haussignémont, Orconte, Saint-Vrain, Scrupt és Thiéblemont-Farémont községekkel határos.

## Népesség
A település népességének változása:
| Lakosok száma | 163  | 122  | 138  | 188  | 231  | 236  | 234  | 238  | 238  | 235  |
|               | 1968 | 1982 | 1990 | 2006 | 2013 | 2015 | 2017 | 2019 | 2020 | 2022 |